# ファラサン諸島
ファラサン諸島（ファラサンしょとう、アラビア語: جزر فرسان）は紅海南東部にある諸島。サウジアラビア領であり、ジーザーンの沖約40kmに位置する。砂漠地帯であり、植生はほとんどないが、同国内で13箇所しかないオオバヒルギ（Rhizophora mucronate）のマングローブが3箇所ある。アラビアガゼルが生息しているほか、コシベニペリカン、ミサゴ、カニチドリなどの海鳥の営巣地となっている。周辺の海域にはサンゴのほか、ジュゴン、イルカ、クジラ、タイマイ、マンタ類が生息している。最も大きな島はファラサーン島。2021年にサウジアラビア初のユネスコの生物圏保護区に登録された。